# Nadine Wilson
Pour les articles homonymes, voir Wilson.
Nadine Wilson est une femme politique provinciale canadienne de la Saskatchewan. Elle représente la circonscription de Saskatchewan Rivers de 2007 à 2024.
Initialement membre du Parti saskatchewanais, elle quitte le caucus en septembre 2021 pour siéger comme députée indépendante en raison, selon les explications du premier ministre Scott Moe, d'avoir menti sur son statut vaccinal contre la Covid-19. Au 2022, elle se rallie au Saskatchewan United Party (en) et tête d'être réélue sans succès avec cette étiquette lors de l'élection de 2024.

## Biographie
Wilson entame sa carrière politique en devenant conseillère de la municipalité rurale de Paddockwood No. 520 (en) et sert également comme présidente de l'Association des municipalités rurales du centre-nord (North Central Rural Municipality Association).
Élue en 2007, elle devient secrétaire provinciale en 2009. Réélue en 2011 et 2016, elle conserve son poste de secrétaire provinciale jusqu'en 2019 alors qu'elle est accusée d'inconduite sexuelle. Elle complète ensuite un processus de médiation permettant aux accusations d'être retirées.